# Гінгелс (Вісконсин)
Гінгелс (англ. Gingles) — місто (англ. town) в США, в окрузі Ешленд штату Вісконсин. Населення — 738 осіб (2020).

## Демографія
Згідно з переписом 2010 року, у місті мешкало 778 осіб у 297 домогосподарствах у складі 220 родин. Було 328 помешкань
Расовий склад населення:
| - 89,1 % — білих - 6,2 % — корінних американців - 0,5 % — азіатів - 0,1 % — чорних або афроамериканців |

До двох чи більше рас належало 3,7 %. Частка іспаномовних становила 1,9 % від усіх жителів.
За віковим діапазоном населення розподілялося таким чином: 24,3 % — особи молодші 18 років, 62,7 % — особи у віці 18—64 років, 13,0 % — особи у віці 65 років та старші. Медіана віку мешканця становила 42,4 року. На 100 осіб жіночої статі у місті припадало 111,4 чоловіків;  на 100 жінок у віці від 18 років та старших — 112,6 чоловіків також старших 18 років.
Середній дохід на одне домашнє господарство  становив 76 954 долари США (медіана — 61 875), а середній дохід на одну сім'ю — 86 219 доларів (медіана — 73 839). Медіана доходів становила 50 000 доларів для чоловіків та 37 500 доларів для жінок. За межею бідності перебувало 10,3 % осіб, у тому числі 14,9 % дітей у віці до 18 років та 6,9 % осіб у віці 65 років та старших.
Цивільне працевлаштоване населення становило 416 осіб. Основні галузі зайнятості: освіта, охорона здоров'я та соціальна допомога — 32,5 %, виробництво — 13,5 %, роздрібна торгівля — 12,7 %, будівництво — 12,0 %.